# Алліанссі (футбольний клуб)
Футбольний клуб «Алліанссі» (фін. AC Allianssi) — колишній фінський футбольний клуб з Вантаа, що існував у 2002—2006 роках.

## Досягнення
- Вейккаусліга
  - Срібний призер (1): 2004
- Кубок Фінляндії
  - Фіналіст (1): 2003
- Кубок фінської ліги
  - Володар (2): 2004, 2005.